# Lascelles Brown
Lascelles Brown (n. 12 octombrie 1974, May Pen⁠(d), Middlesex County⁠(d), Jamaica) este un bober ce a reprezentat Jamaica și Canada, medaliat olimpic. A participat la 5 ediții ale Jocurilor Olimpice (2002, 2006, 2010, 2014, 2018) în care a câștigat o medalie de argint și o medalie de bronz.